# Mirsad Fazlić
Mirsad Fazlić (* 9. März 1992 in Trbovlje) ist ein slowenischer Fußballspieler auf der Position eines Mittelfeldspielers. In der Winterpause 2019/20 wechselte er zum oberösterreichischen Amateurverein Union Bad Hall mit Spielbetrieb in der sechstklassigen Bezirksliga Ost. Parallel zu seiner Fußballkarriere tritt er auch als Futsalspieler in Erscheinung; auf Vereinsebene spielt er seit Dezember 2021 für die Steyrer Kickers in der 2. ÖFB Futsal Liga, der zweithöchsten österreichischen Futsalliga.

## Fußballkarriere

### Karrierebeginn in Trbovlje
Mirsad Fazlić wurde am 9. März 1992 in der zentralslowenischen Stadt Trbovlje geboren. Spätestens seit September 2002 – damals zehneinhalb Jahre alt – spielte er auf Vereinsebene im Nachwuchsbereich seines Heimatklubs NK Rudar Trbovlje. Mit 13 Jahren spielte er in der Saison 2005/06 bereits in der U-15-Mannschaft, in der er zumeist jedoch nur als Ersatzspieler agierte, es am Ende der Saison jedoch auf immerhin 18 Meisterschaftseinsätze gebracht hatte. Spätestens ab der Spielzeit 2006/07 agierte er als Stammspieler in dieser Mannschaft und brachte es bei 22 Ligaeinsätzen auf sechs Treffer. Erste Einsätze hatte er in dieser Saison auch in der 2. Slovenska Kadetska Liga Zahod, einer U-17-Liga für Vereine aus dem westlichen Teil Sloweniens. Nach vier Ligaspielen in der 2. SKL Z in der vorangegangenen Saison brachte es Fazlić 2007/08 bereits auf 22 Ligaauftritte, in denen er sechs Tore beisteuerte. Bei einem 7:1-Erfolg über die Alterskollegen des NK Kranj debütierte Fazlić am 12. Oktober 2007 in der U-19-Juniorenmannschaft mit Spielbetrieb in der 2. Slovenska Mladinska Liga Zahod. Dies war zugleich auch seiner einziger Einsatz für diese Mannschaft in der Saison 2007/08; in der darauffolgenden Spielzeit blieben Einsätze im U-19-Kader völlig aus. In der 2. SKL Z hingegen trat Fazlić äußerst torgefährlich in Erscheinung und konnte bei 22 Meisterschaftsspielen eine Bilanz von zwölf Toren vorweisen.

### Als Kooperationsspieler beim NK Domžale und beim NK Celje
Im Sommer 2009 schaffte er als Kooperationsspieler den Sprung in den Nachwuchsbereich des NK Domžale und trat in der Folgezeit abwechselnd mit Domžale in der 1. Slovenska Mladinska Liga und Rudar Trbovlje in der 2. Slovenska Mladinska Liga Zahod in Erscheinung. So war er in dieser Zeit für beide Vereine spielberechtigt. Während er für seinen Stammklub als Stammspieler in Erscheinung trat, fungierte er bei Domžale nahezu ausschließlich als Ersatzspieler. Am Ende der Saison 2009/10 konnte Fazlić 14 Ligaspiele und ein -tor in der 1. SML, sowie 23 Meisterschaftseinsätze und zehn -treffer in der 2. SML Z verzeichnen. Im Sommer 2010 erfolgte ein weiterer Wechsel des offensiv ausgerichteten Spielers; diesmal zum Kooperationsverein NK Celje, bei dem er vorrangig als Spieler der U-19-Mannschaft in der 1. SML fungieren sollte. Gleich im ersten Spiel, einem 4:1-Auswärtserfolg über die U-19 des NK Jarenina, konnte Fazlić zwei Tore erzielen. Dies blieben bis zum Saisonende auch seine einzigen beiden Treffer in der U-19-Meisterschaft. Bei 27 von 30 möglich gewesenen Einsätzen kann der Mittelfeldakteur aber dennoch als Stammkraft seiner Mannschaft bezeichnet werden. Daneben kam er auch noch zu neun Meisterschaftseinsätzen und vier -toren für Rudar Trbovlje in der 2. SML Z. Unter Damijan Romih gab er am 29. Mai 2011, dem 36. und damit letzten Spieltag der Saison 2010/11, sein Debüt in der höchsten slowenischen Fußballliga, als er bei der 2:3-Heimniederlage gegen den NK Primorje, für den es das letzte Spiel in seiner Geschichte war, da er sich danach auflöste, in der 64. Spielminute als Ersatzspieler für Tomaž Avguštin auf den Rasen kam.

### Wechsel zum Lokalrivalen NK Zagorje und Rückkehr zu Rudar Trbovlje
Gleich im Anschluss an sein Profidebüt trat Fazlić noch in der Sommerpause vor Beginn der Saison 2011/12 einen Wechsel zum NK Zagorje mit Spielbetrieb in der Tretja Nogometna Liga (3. SNL), der dritthöchsten slowenischen Fußballliga, an. Die Saison beendete er mit der Mannschaft auf einem Platz im Tabellenmittelfeld; genaue Einsatzdaten kann man der Webpräsenz des slowenischen Fußballverbandes leider nicht entnehmen. Diese zeichnet für Fazlić erst wieder ab der darauffolgenden Spielzeit Einsatzstatistiken auf. In der 3. SNL Zahod brachte er es auf Einsätze in 23 von 26 möglich gewesenen Ligapartien und steuerte dabei zwei Treffer bei. In der teils recht dicht gestaffelten Endtabelle brachte es der Klub abermals auf einen Platz im Tabellenmittelfeld. Im Sommer 2013 wechselte Fazlić zurück zum Lokalrivalen Rudar Trbovlje. In die Saison 2013/14 startete der Mittelfeldakteur ebenfalls noch als Stammkraft, musste die Saison jedoch schon bald verletzungsbedingt beenden, weshalb er auf lediglich acht Meisterschaftseinsätze und zwei -treffer kam. Nach rund halbjähriger Verletzungspause kam Fazlić zu Saisonbeginn 2014/15 noch zu zwei Ligaeinsätzen für Rudar Trbovlje, bei dem ihm auch ein Doppelpack gelang, ehe keine weiteren Einsätze des Mittelfeldspielers mehr aufschienen.

### Wechsel in den österreichischen Amateurfußball
Spätestens in der Winterpause der Saison 2014/15 wechselte Fazlić in den österreichischen Amateurfußball, als er sich dem ASKÖ Donau Linz mit Spielbetrieb in der viertklassigen OÖ Liga, der oberösterreichischen Landesliga, anschloss. Nach einer Reihe von Einsätzen in Freundschaftsspielen absolvierte er in der laufenden Saison nur drei Meisterschaftsspiele in der OÖ Liga, eine Partie für die zweite Mannschaft in der sechstklassigen Bezirksliga Ost, sowie eine Partie im oberösterreichischen Fußballpokal. Bereits im Sommer 2015 verließ er den Verein wieder und schloss sich der DSG Union Pichling in der fünftklassigen Landesliga Ost an. Dort avancierte er rasch zu einem Stammspieler und hatte es bis zur Winterpause 2015/16 auf elf von 13 möglich gewesenen Ligaeinsätzen gebracht. Noch im selben Winter trat Fazlić einen neuerlichen Vereinswechsel an; diesmal ging es abermals eine Spielklasse tiefer in die Bezirksliga Ost. Dort trat er für die Union Dietach in Erscheinung und war bis zum Saisonende in allen restlichen Meisterschaftspartien im Einsatz, wobei er auch ein Tor erzielte. Mit dem Klub aus der Traunviertler Gemeinde Dietach beendete er im Endklassement hinter dem ASKÖ Doppl-Hart 74 den zweiten Platz und stieg zusammen mit Doppl-Hart in die fünftklassige Landesliga Ost auf.
In der Saison 2016/17 war er ebenfalls Stammspieler und brachte es auf 23 für ihn persönlich torlose Meisterschaftseinsätze. Hinter dem ASK St. Valentin belegte die Union Dietach im Endklassement den zweiten Platz und scheiterte als Vizemeister nur knapp an einem Aufstieg in die oberösterreichische Landesliga. Trotz des verpassten Aufstiegs in die Viertklassigkeit hielt Fazlić dem Verein die Treue und hängte noch eine weitere Spielzeit beim Klub an. Weniger erfolgreich verlief daraufhin die Spielzeit 2017/18, in der es der Mittelfeldakteur auf 21 Ligaeinsätze, in denen er auch ein Tor erzielte, brachte und mit Dietach in der Endtabelle auf dem elften Platz rangierte. Nachdem er mit der Mannschaft noch in die Saison 2018/19 gestartet war, dabei allerdings schon nicht mehr als Stammspieler geführt wurde, dauerte es, nachdem er Anfang September 2018 sein letztes Spiel für die Union Dietach absolviert hatte, ein halbes Jahr, ehe Fazlić wieder ein offizielles Fußballspiel absolvierte. Mittlerweile hatte er sich in der Winterpause 2018/19 dem SV Sierning aus der Bezirksliga Ost angeschlossen. Dort kam er bis zum Saisonende in elf Ligaspielen zum Einsatz, rangierte am Ende auf Platz 11 der Bezirksliga Ost und bestritt mit der Mannschaft in weiterer Folge eine Relegation gegen die SK Amateure Steyr. Mit einem Gesamtergebnis von 2:9 aus Hin- und Rückspiel unterlagen die Sierninger deutlich gegen den Klub aus der siebentklassigen 1. Klasse Ost und mussten somit den Weg in die vorletzte Fußballliga antreten.
Fazlić blieb der Mannschaft auch kurzzeitig nach dem Abstieg erhalten, brachte es bis zur Winterpause der Saison 2019/20 auf elf weitere Meisterschaftseinsätze und verließ den Verein in weiterer Folge noch im Winter, um sich der Union Bad Hall, die ebenfalls in der Bezirksliga Ost vertreten war, anzuschließen. Im weiteren Saisonverlauf kam er jedoch nicht mehr zum Einsatz, da der Spielbetrieb aufgrund der COVID-19-Pandemie frühzeitig abgebrochen bzw. eingestellt wurde. Für die Bad Haller kam er vor dem Abbruch des Spielbetriebs nur in zwei Freundschaftsspielen zum Einsatz. Mit der verspäteten Aufnahme des Spielbetriebs in der Saison 2020/21 startete der Slowene als Stammspieler in die Saison und konnte es bis zur Winterpause auf Einsätze in allen zwölf Meisterschaftsspielen bringen. In den letzten Jahren kaum als Torschütze in Erscheinung getreten, erzielte Fazlić während seiner zwölf Ligaeinsätze gleich drei Tore. Nachdem der Spielbetrieb in weiterer Folge im Frühjahr 2021 nicht mehr aufgenommen, sondern abgebrochen worden war, kam Fazlić erst in der darauffolgenden Spielzeit 2021/22 wieder für den Verein aus Bad Hall zum Einsatz. In der Saison 2021/22 hatte er es daraufhin auf 21 Ligaeinsätze sowie einen -treffer gebracht und hatte es mit Bad Hall in der Endtabelle mit 14 Punkten Rückstand auf die zweite Mannschaft des ASKÖ Oedt auf den zweiten Tabellenplatz geschafft. In der anschließenden Relegation gegen die Blau-Weiß Linz Amateure aus der fünftklassigen Landesliga Ost kam Fazlić in beiden Spielen zum Einsatz, unterlag mit seinem Team jedoch mit einem Gesamtergebnis von 0:2 gegen den Hauptstadtklub. Nach dem Verbleib in der Bezirksliga Ost brachte es der Slowene in der Spielzeit 2022/23 bis dato (Stand: Winterpause 2022/23) auf zehn Meisterschaftseinsätze.

## Futsalkarriere
Nachdem er davor bereits in seiner Heimat im Futsal in Erscheinung getreten war, schloss er sich nach seinem Wechsel nach Österreich im Herbst 2015 der Futsal SV Union Dietach, der Futsal-Abteilung der Union Dietach, an. Der Verein war in der 2. ÖFB Futsal Liga Nord vertreten; für die Mannschaft erzielte Fazlić in der Saison 2015/16 zwölf Tore bei elf Einsätzen und beendete die Saison auf Rang 3. 2016/17 spielte er für den Fußballclub Futsal Steyr in der 2. ÖFB Futsal Liga West, wobei er bei sechs Einsätzen auf elf Tore kam. Hinter dem kroatischstämmigen Futsal Club Komušina St. Lambrecht belegte er mit der Mannschaft im Endklassement den zweiten Platz. Fazlić kam nur in den ersten sechs Meisterschaftsspielen zum Einsatz, die restlichen Partien verpasste er. Noch im selben Jahr schloss er sich dem Erstligisten Stella Rossa tipp3, einem der erfolgreichsten und ältesten Futsalvereine Österreichs, an. Für den Klub kam er nur zu sporadischen Einsätzen, so etwa 2017/18 in drei Spielen der regulären Saison, sowie in zwei Play-off-Partien, wobei ihm insgesamt zwei Treffer gelangen. Im Sommer 2018 wechselte er zum FC Diamant Linz und absolvierte in der Saison 2018/19 lediglich ein Play-off-Spiel – dieses ausgerechnet gegen Stella Rossa –, bei dem er auch zum Torerfolg kam. Zu der Saison 2019/20 kehrte Fazlić wieder zur Stella Rossa zurück und kam ab dieser Zeit wieder vermehrt für den Klub zum Einsatz. In der regulären Saison und dem Oberen Playoff schaffte es der Slowene in dieser Saison zusammengefasst auf neun Meisterschaftseinsätze und vier -tore. Am Ende rangierte er Klub auf dem sechsten und damit letzten Platz in den Oberen Playoffs. Im Sommer 2020 wechselte zum 1. FC Allstars Wiener Neustadt, der neben Stella Rossa einer der beiden erfolgreichsten Klubs des Landes ist. Aufgrund der COVID-19-Pandemie kam er lange nicht zum Einsatz. Kurz nachdem er im November 2021 sein erstes Ligaspiel für die Mannschaft absolviert hatte, wechselte er Anfang Dezember 2021 zum Zweitligisten Steyrer Kickers und kam für diesen im Januar 2022 in zwei Meisterschaftsspielen zum Einsatz, wobei er auch ein Tor erzielte. Da in weiterer Folge zahlreiche Vereine, darunter auch die Steyrer Kickers kaum mehr Spieler stellen konnten, kam es zu diversen Spielabsagen, die wiederum strafverifiziert wurden. Damit blieb es für Fazlić bei zwei Meisterschaftseinsätzen für die Kickers in dieser Saison. Mit lediglich vier erreichten Punkten rangierte er mit der Mannschaft im Endklassement auf dem vorletzten Tabellenplatz. 2022/23 gehörte er weiterhin zum Aufgebot der Steyrer.

## Erfolge
mit der Union Bad Hall
- Vizemeister der Bezirksliga Ost: 2021/22